# Tazza da tè

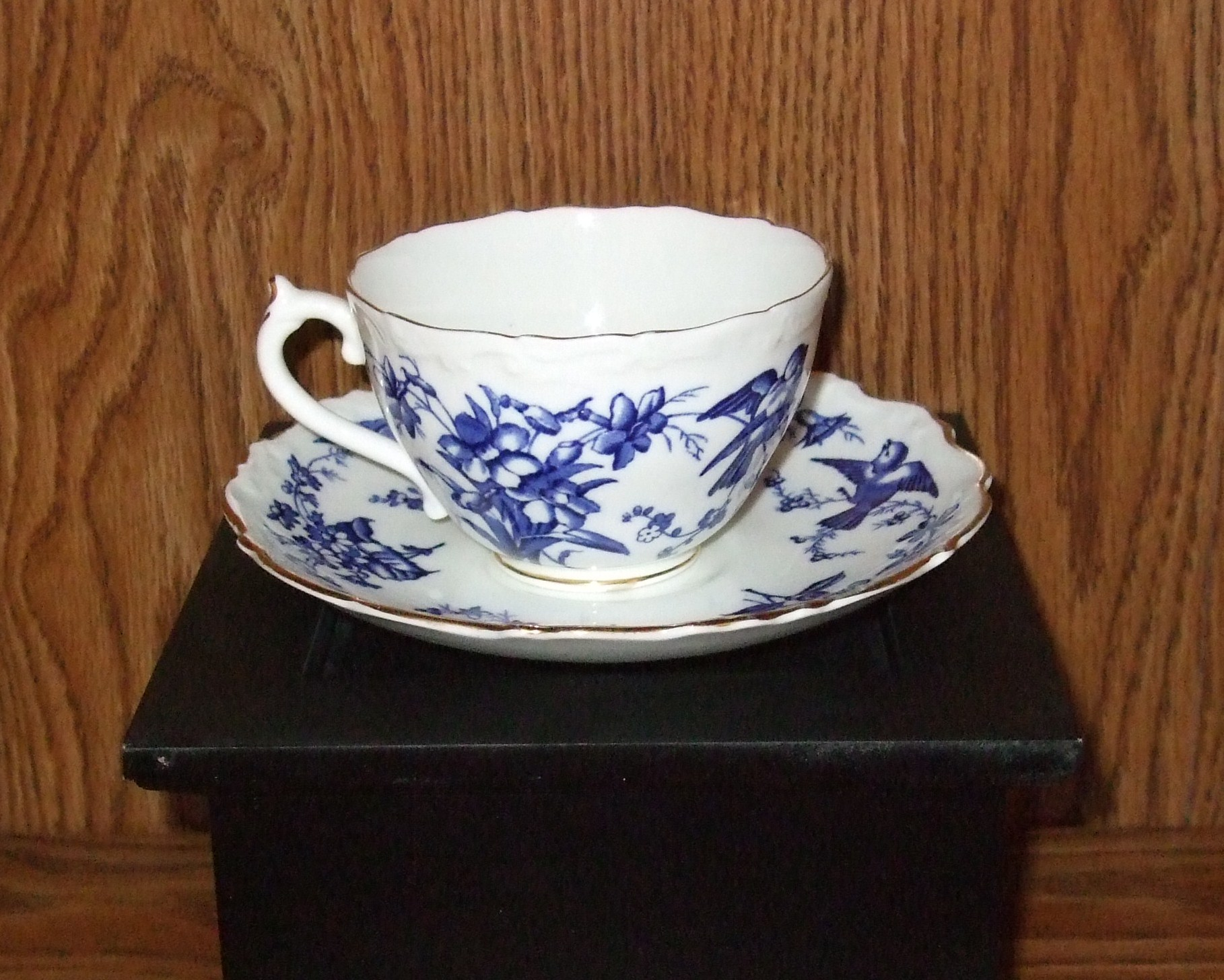
Tazza da tè inglese, 1750

La tazza da tè è un tipo di tazza che si usa in occidente per servire il tè.

## Caratteristiche
- Dimensione: di misura medio-piccola, con un solo manico ad ansa, corredata di piattino.
- Forma: generalmente è di forma rotonda semisferica, abbastanza bassa e larga.
- Contenuto: contiene da 200 a 350 ml.
- Materiale: realizzata con porcellana, ceramica, vetro, di spessore sottile. Se fa parte di un servizio da tè riporta gli stessi colori o decorazioni degli altri pezzi.

Nella tradizione orientale le tazze da tè sono senza manico.

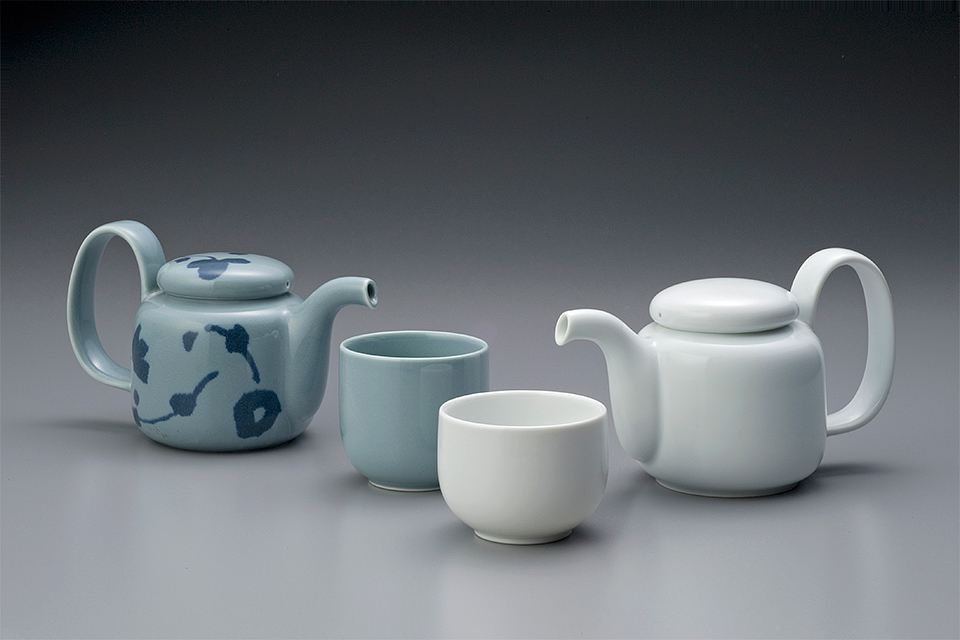
Tazze da tè e teiere giapponesi